# 平古種吉
平古 種吉（ひらこ たねよし）は、戦国時代から安土桃山時代にかけての武将。織田氏の家臣。

## 生涯
平古種豊の子として誕生。
織田信長に仕えたが、戦場に出たという記述は全く見られず、主に政務に当たる奉行として用いられた。
元亀3年（1572年）の5月11日以前に太田牛一と共に尾張国愛知郡中村郷の未納分の年貢の始末する奉行を務めた。
また、年不詳11月20日の島田秀満からの書状では、奉行を務めた他の二人と共に天龍寺周悦の首座領の田畑に理不尽な催促はしないように念を押されている。『宗及自會記』にも種吉の名前が登場するが、ここでは菅屋長頼の遣いとして津田宗及が主催をする茶会に出席している。種吉も菅屋と同じ信長の奉行衆という肩書きではあったが、菅屋の家臣として遣いに出されている事からも分かるとおり、奉行衆としての織田家における種吉の序列はさほど高くはなかったようである。
天正10年（1582年）6月2日、明智光秀による本能寺の変が起きると、菅屋など他の奉行衆と共に妙覚寺にいた織田信忠の許に駆けつけて、信忠と共に二条城に籠城して明智軍と戦ったが、衆寡敵せずここで討ち死にした。